# PC Hemma
PC Hemma (även skrivet PChemma) var en svensk hemdatortidskrift som startades av Christer Rindeblad hösten 1994 och som ursprungligen utgavs av Bröderna Lindströms Förlags AB, sedermera Medströms dataförlag och Hjemmet Mortensen AB. Tidningen lades ner hösten 2006.
År 1986 kom hemdatortidskriften Svenska hemdator hacking som 1988 bytte namn till Svenska Hemdatornytt. Hösten 1994 bytte tidningen namn igen, den här gången till PC Hemma. PC Hemma var en renodlad datortidning som riktade sig till hemanvändare av PC. PC Hemma innehöll bland annat nybörjarskolor, tester, tips och tävlingar. Med varje nummer medföljde en diskett eller CD-ROM med shareware-program.
I december 2006 lades PC Hemma ned och resurserna slogs ihop med tidningen Gadgets, också utgiven av Hjemmet Mortensen AB. Resultatet blev den mer allmäntekniskt inriktade Din Teknik.
PC Hemma levde sedan kvar i några år i form av en webbsida, där besökarna hade tillgång till forum, tips, artiklar och annat i tidningens tradition och anda. Webbredaktör var Anders Reuterswärd, en tidigare flitig frilansskribent i tidningen.